# Stade Olympique de Sousse
Stade Olympique de Sousse je africký fotbalový stadion založený v Tunisku hlavně pro tým Étoile Sportive du Sahel. Je na něm 20 000 volných míst k sezení. Sedadla mají červeno-bílé barvy. Stadion se nachází v centru Súsy. Tým ES Sahel má v tuniské lize největší návštěvnost ze všech protihráčů, i týmů z dalších tuniských lig a divizí. Průměrem 17 500 diváků dochází na Sahelské zápasy.[zdroj?]